# Tam Hòa (xã)
Tam Hòa là một xã thuộc huyện Núi Thành, tỉnh Quảng Nam, Việt Nam.

## Địa lý
Xã Tam Hòa nằm ở phía đông huyện Núi Thành, có vị trí địa lý:
- Phía đông giáp Biển Đông
- Phía tây giáp xã Tam Anh Nam
- Phía bắc giáp xã Tam Anh Bắc và xã Tam Tiến
- Phía nam giáp xã Tam Hải và xã Tam Hiệp.

Xã Tam Hòa có diện tích 24,12 km², dân số năm 2019 là 9.028 người, mật độ dân số đạt 374 người/km².

## Hành chính
Xã Tam Hòa được chia thành 6 thôn: Bình An, Hòa Bình, Hòa An, Xuân Tân, Phú Vinh, Đông Thạnh.